# 賴辛城 (內布拉斯加州)
賴辛城（英語：Rising City）是位於美國內布拉斯加州巴特勒縣的村。

## 人口
根據2020年美國人口普查的數據，賴辛城的面積為0.93平方千米，皆為陸地。當地共有人口356人，而人口密度為每平方千米383人。